# R-GSM
R-GSM (Railway GSM) – standard GSM zdefiniowany przez konsorcjum standaryzacyjne 3GPP dla potrzeb transportu kolejowego. W Europie sieci oparte na tym standardzie (nazywane GSM-R) budowane są jako część składowa Europejskiego Systemu Zarządzania Ruchem Kolejowym. W Polsce ich budową i eksploatacją zajmie się
Telekomunikacja Kolejowa sp. z o.o. Standard ten zdobywa także popularność w Afryce i Azji.

## Aspekty techniczne
Sieć szkieletowa (ang. Core Network) jest niezależna od standardu na którym oparto budowę sieci.
To co wyróżnia poszczególne standardy, to rozwiązania stosowane w sieci radiowej (ang. Radio Access Network).
Częstotliwości, które mogą być użyte do budowy sieci w tym standardzie zostały zdefiniowane w specyfikacji
3GPP
(tak zwane Railways GSM 900 Band).
- 876 MHz do 915 MHz jako uplink, czyli częstotliwości na których telefony komórkowe nadają sygnał odbierany przez stacje bazowe.
- 921 MHz to 960 MHz jako downlink, czyli częstotliwości na których stacje bazowe nadają sygnał odbierany przez telefony komórkowe

To pasmo częstotliwości zawiera w sobie tzw. Extended GSM 900 Band używane w standardzie GSM 900 przez operatorów telekomunikacyjnych do świadczenia komercyjnych usług dla ludności.
Od regulatorów rynków telekomunikacyjnych w poszczególnych krajach zależy, które z częstotliwości będą przeznaczone dla
zwykłej komunikacji pomiędzy abonentami a które mogą być użyte do budowy systemu GSM-R.